# Charles Sillem Lidderdale
Charles Sillem Lidderdale (* 16. Septemberjul. / 28. September 1830greg. in St. Petersburg, Kaiserreich Russland; † 7. Juni 1895 in Hampstead, London, England) war ein britischer Porträtmaler.

## Leben
Lidderdale wurde als ältester Sohn des in St. Petersburg arbeitenden, schottischen  Bankiers der Aberdeen Bank John Lidderdale (1752–1845) geboren und dort in der anglikanischen Kirche am Englischen Ufer im gleichen Jahr getauft. In den 1840er Jahren ging er nach England. Sein Vater verstarb 1845 in St. Petersburg kurz nachdem er sich vom Bankrott der Bank erholt hatte. 
Lidderdale begann seine Karriere als Porträtmaler Mitte der 1850er Jahre und stellte erstmals 1856 in der Londoner Royal Academy of Arts aus, wo er in den folgenden Jahren bis 1893 insgesamt 36 Gemälde ausstellte. 1858 heiratete er Kazie Morris in Pancras in London. Das Paar hatte in den folgenden Jahren einen Sohn und drei Töchter. Der Maler war Mitglied des Kunstvereins British Institution und der Royal Society of British Artists. Er wurde auf dem Londoner Friedhof Kensal Green Cemetery begraben.

## Werke

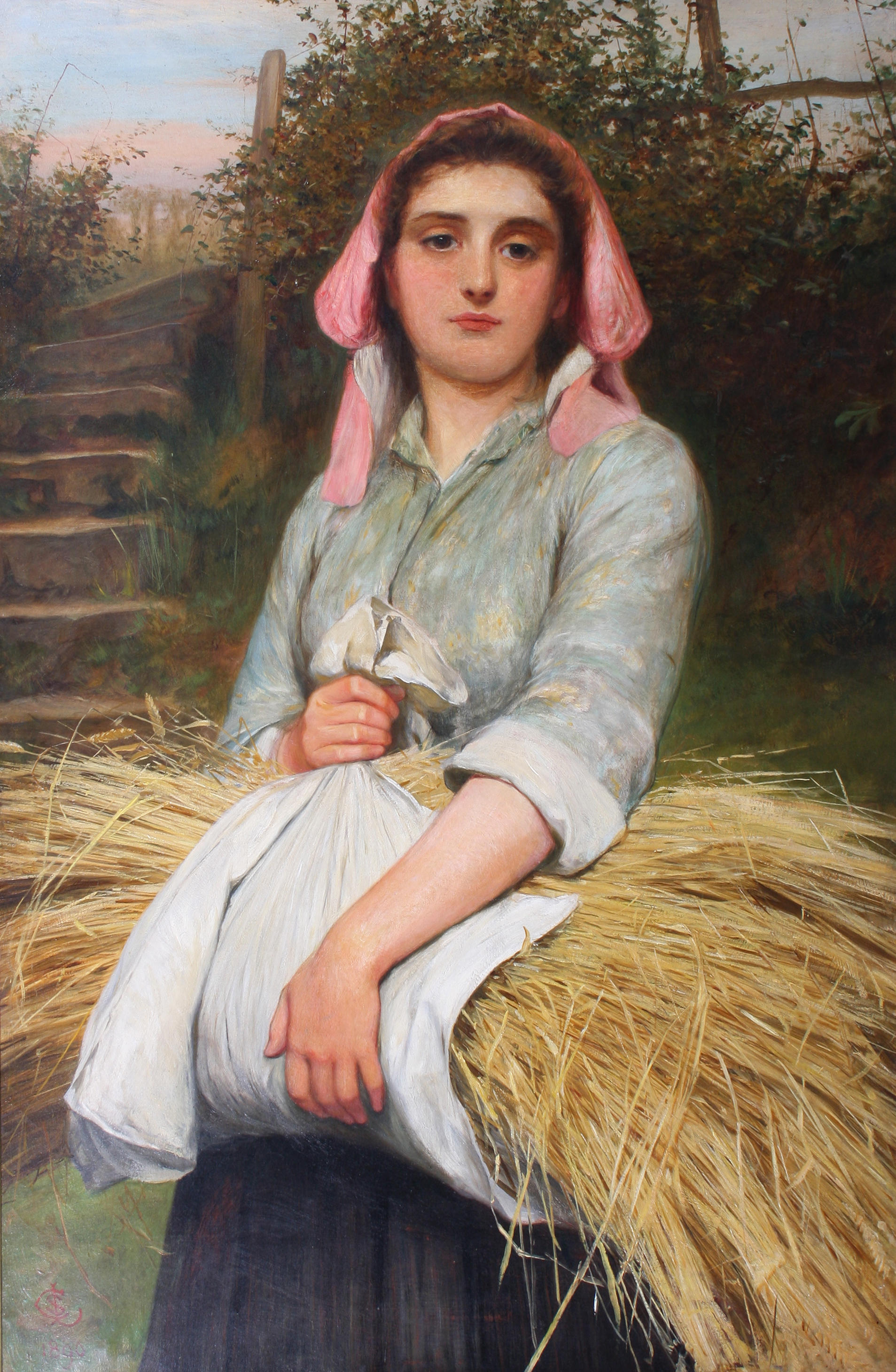
Charles Sillem Lidderdale: Die Ährensammlerin (1890, Öl auf Leinwand, 101,5 × 66 cm)

Zu seinen Werken zählen mehrheitlich Gemälde junger Mädchen und Frauen. Dazu zählen zum Beispiel:
- Petulance.
- Pensierosa, 1895.
- Die Farnsammlerin.
- Die Ährensammlerin.
- Mädchen vom Lande.
- Strickende Frau.
- Die Reisigsammlerin.
- Spanisches Mädchen.
- Mädchen mt Kätzchen.
- The Mistress of the Tavern, Öl auf Leinwand, 64,5 × 46 cm.
- Ein nachdenklicher Augenblick, Öl auf Karton, 43 × 33,5 cm.

oder auch
- Der Jakobiter im Exil.